# Il libro nero - Nuovo diario di Gog
Il libro nero - Nuovo diario di Gog è un romanzo satirico-fantascientifico di Giovanni Papini del 1951, seguito di Gog pubblicato vent'anni prima e vincitore del Premio Marzotto nel 1952.
Come il precedente, è una raccolta di brani tratti dal diario immaginario del personaggio di Gog, con visioni profetiche, fantastiche e paurose sul destino dell'individuo nella società capitalistica, alle quali in parte si ispirò Huxley.
Come il romanzo precedente venne tradotto in varie lingue. Per i suoi spunti fantastici l'opera è accostata ai primi esempi della fantascienza italiana del dopoguerra: nel romanzo ad esempio si immagina un'epoca futura imprecisata in cui i processi penali verranno svolti da un "Tribunale elettronico" gestito da "macchine pensanti".

## Trama
(Dall'Avvertenza introduttiva dell'autore)
Papini inserisce in questo nuovo diario alcune "interviste immaginarie" di Gog ad alcune delle più influenti personalità del tempo in vari campi - tra i quali Salvador Dalí, Pablo Picasso, Molotov, Adolf Hitler, Guglielmo Marconi, Aldous Huxley, Paul Valéry e Lin Yutang - e una serie di immaginari manoscritti inediti e autografi di alcuni grandi autori della letteratura, tra cui Walt Whitman, Miguel Cervantes, Victor Hugo, Stendhal, Franz Kafka, Lev Tolstoj, Goethe e William Blake.

## Influenza culturale
Secondo lo storico dell'arte Richard Dorment, il regime di Francisco Franco e la NATO utilizzarono la serie di interviste immaginarie di Papini del Diario nero come propaganda contro Pablo Picasso, per minare pesantemente la sua immagine di sostenitore del comunismo. Nel 1962 l'artista chiese al suo biografo Pierre Daix di mettere in luce la falsità dell'intervista, cosa che fece ne Les Lettres Françaises.

### Edizioni
- Giovanni Papini, Il Libro Nero: nuovo diario di Gog, collana Letteratura Contemporanea, Vallecchi, 1951.